# Olobbia
L'Olobbia è un torrente del Piemonte che scorre in provincia di Biella, tributario dell'Elvo.

## Corso del torrente
Nasce a circa 650 m s.l.m. sulle colline che dalla Serra d'Ivrea digradano verso il Biellese, e riceve da destra le acque di alcuni rii che drenano varie vallette quasi parallele alla linea di colmo della Serra stessa.
Il torrente segna il limite sud-occidentale dell'altopiano della Bessa (parte della Riserva naturale orientata delle Baragge).
In questo tratto bagna alcune frazioni dei comuni di Sala Biellese, Mongrando e Zubiena. La principale di queste è Vermogno, non lontano dalla quale sgorga una abbondante sorgente sulfurea. 

Poco ad ovest di Cerrione entra in pianura e confluisce poi, dopo averne lambito il centro comunale, nell'Elvo.

## Principali affluenti

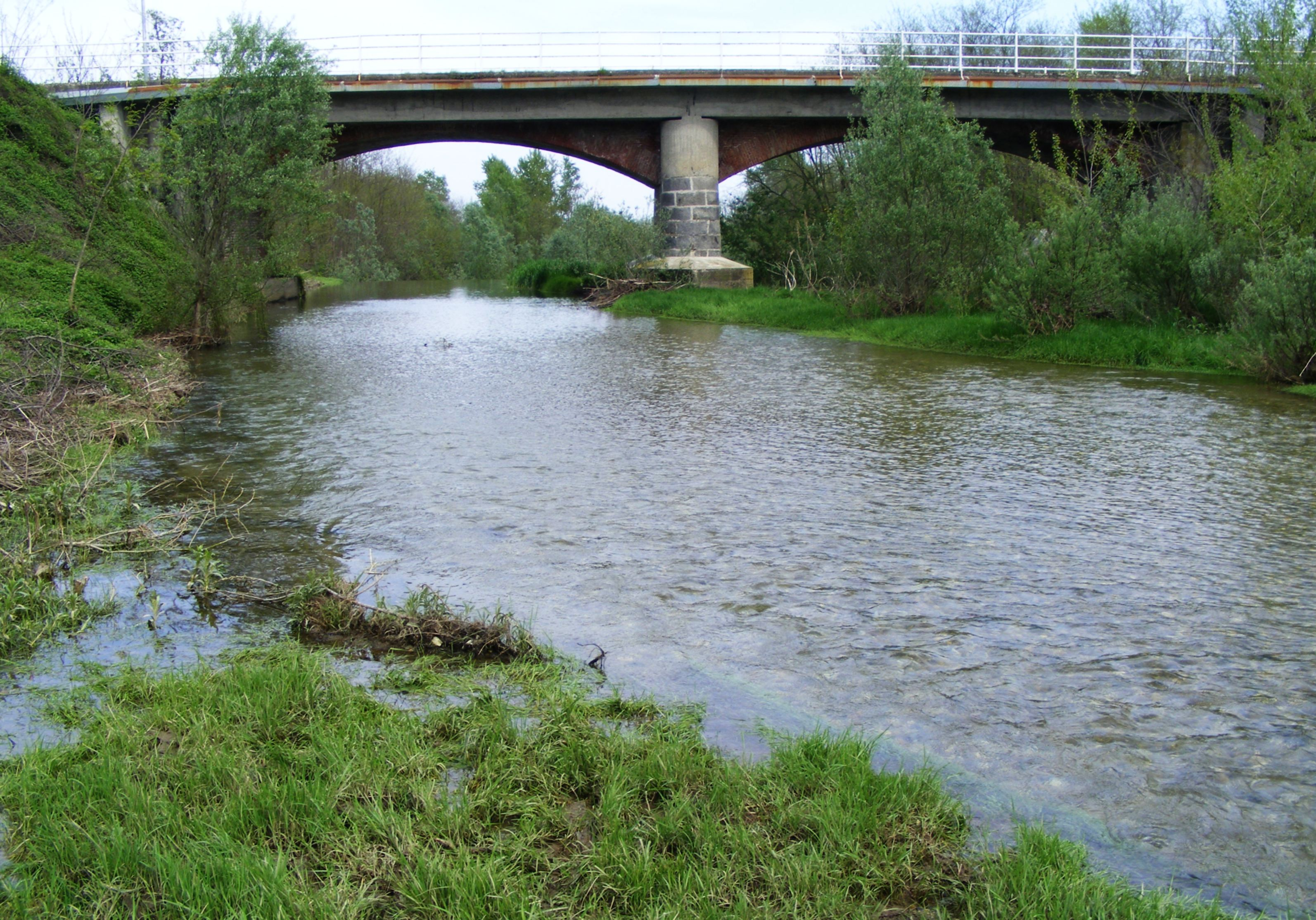
Il ponte sull'Olobbia a Cerrione (BI)

L'Olobbia non ha affluenti di particolare rilievo sulla sinistra idrografica perché per molti km scorre parallelo al Viona, tenendosi a una distanza anche di poche centinaia di metri da questo corso d'acqua. Ciò rende il bacino di raccolta dell'Olobbia asimmetrico ed impedisce in sinistra idrografica la formazione di un reticolo idrico minore significativo.
In destra idrografica riceve invece il Rio di Valsorda, che sfocia un paio di km a ovest di Cerrione; questo si forma dalla confluenza del Rio della Valle e della Riale di Parogno, due corsi d'acqua che drenano entrambi vellette parallele al crinale principale della Serra.

## Regime
L'Olobbia ha un regime idrologico che, nonostante la portata in genere limitata, è soggetto a piene anche notevoli. Tra i danni segnalati nel corso del tempo c'è la distruzione di una fucina e di alcuni mulini avvenuta nel 1857.
Nel 1959 nei pressi di Cerrione il torrente esondò danneggiando gravemente una trentina di aziende e cambiando addirittura il proprio corso.
Anche nel 1976 una piena abbondante minacciò di distruggere il ponte della provinciale.

## Utilizzi
Il torrente è noto tra gli appassionati della ricerca dell'oro per la presenza, sia pure non abbondante, di pagliuzze del metallo nei propri depositi alluvionali. La ricerca dell'oro fu d'altra parte il motivo della grandiosa opera di sfruttamento minerario messa in atto dagli antichi romani sul vicino altopiano della Bessa. 

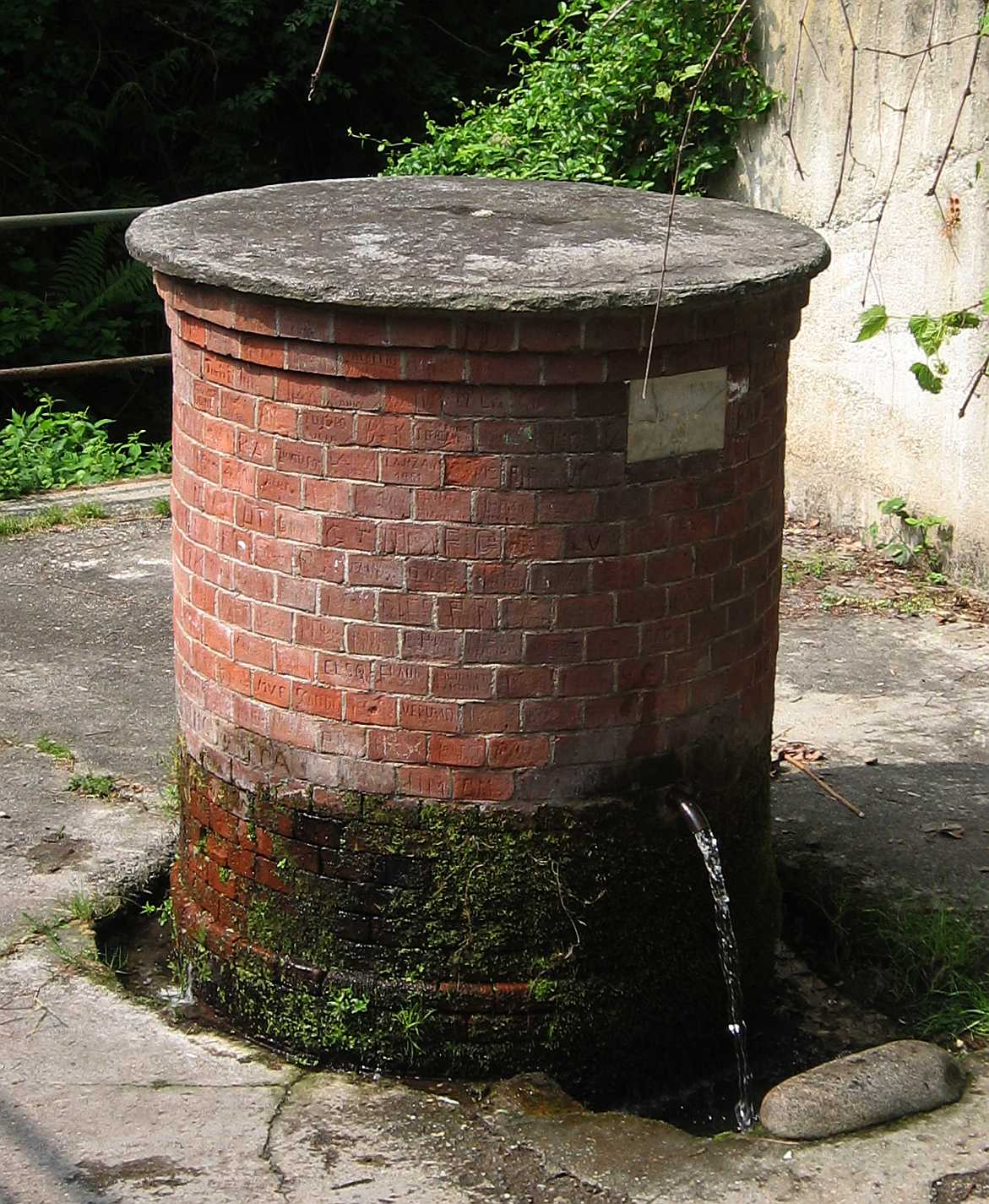
La fontana solforosa di Zubiena (BI)

 In comune di Zubiena (frazione Mulini), nei pressi della confluenza nell'Olobbia di un piccolo rio semipermanente, sgorga una abbondante fontana solforosa. Questa era nota nell'Ottocento per le proprie virtù terapeutiche e fu sistemata in una torretta di mattoni dagli abitanti del posto nel 1872.
Per lungo tempo fu attiva una trattoria e il luogo conobbe un notevole flusso di visitatori che venivano anche da molto lontano.